# Burdachia prismatocarpa
Burdachia prismatocarpa är en tvåhjärtbladig växtart som beskrevs av Carl Friedrich Philipp von Martius och Adrien Henri Laurent de Jussieu. Burdachia prismatocarpa ingår i släktet Burdachia och familjen Malpighiaceae. Utöver nominatformen finns också underarten B. p. loretoensis.